# Губна помада

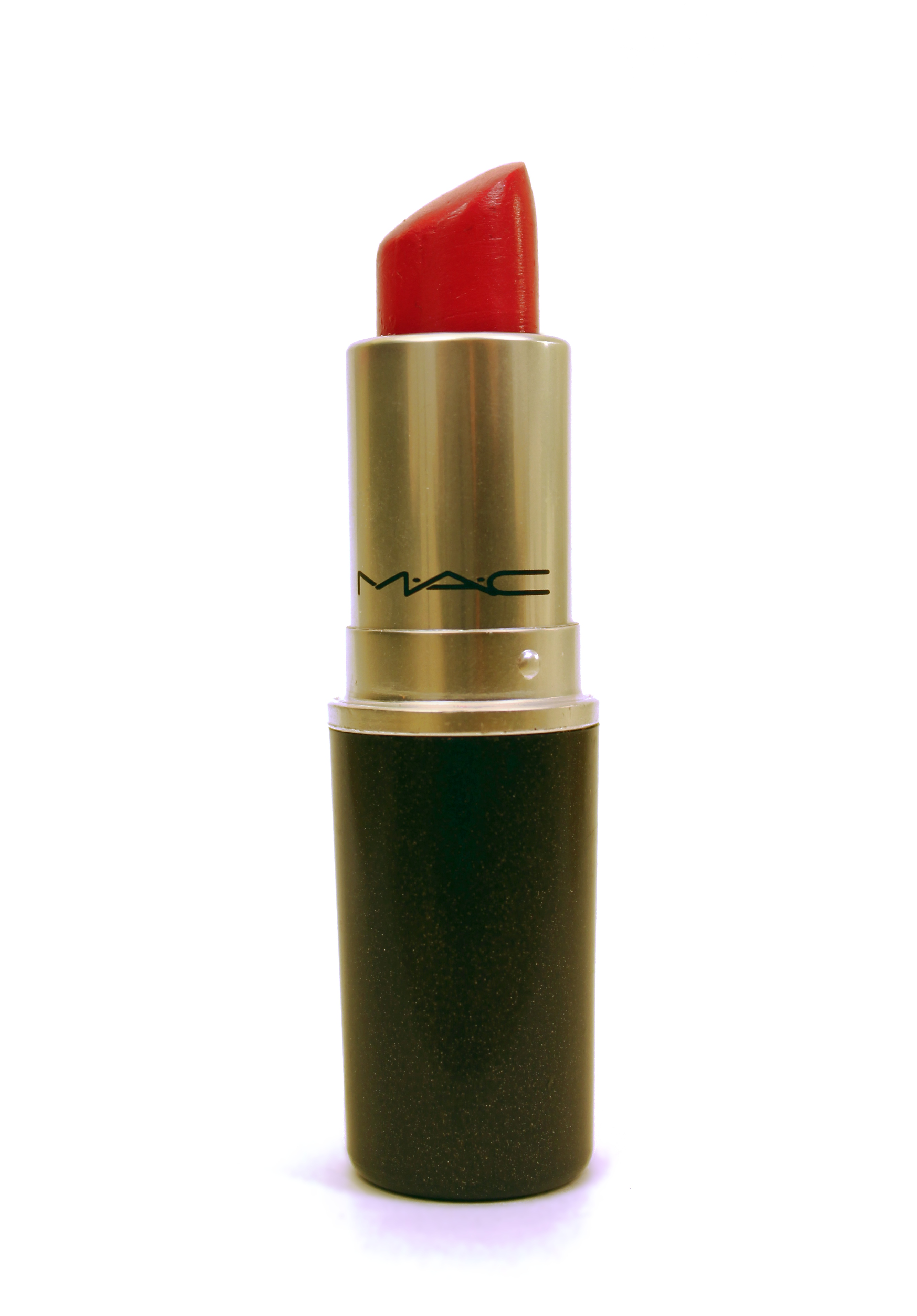
Помада.

Помада (від фр. pomme — яблуко) — засіб декоративної косметики, що використовується для фарбування губ. Існує багато кольорів і видів помади. Деякі помади також є бальзамами для губ, щоб додати колір і зволоження.

## Склад
Продукт на ароматизованій восково-жировій основі, що містить у собі:
- нафтопродукти (парафін, церезин, парфумні олії);
- віск (бджолиний, карнаубський, канделильський, монтан-віск);
- жири (ланолін, терлан, олеовакс, оливкова олія, какаова олія тощо).

До складу губних помад також входять:
- барвники (диоксид титану, залізооксидні пігменти, ультрамарин, мілорі, барій сірчанокислий);
- перламутрові пігменти (диоксид титану, осаджений на слюді), перламутрові пасти;
- плівкоутворювальні компоненти (полімери та силікатні похідні);
- добавки (вітаміни);
- консерванти та антиоксиданти.

Помада виготовляється шляхом змішування воску і нелетючої олії, наприклад, змішуються бджолиний віск, рицинова олія і вода. Таке поєднання призводить до отримання суміші, що легко розподіляється по губах і не розчиняється у воді.

## Історія

### Рання історія
Чоловіки та жінки стародавнього Шумеру та долини Інду, можливо, були першими, хто винайшов і користувався помадою приблизно 5000 років тому. Шумери дробили дорогоцінні камені та використовували їх для прикраси свого обличчя, в основному на губах і навколо очей. Єгиптяни, як Клеопатра, подрібнювали клопів (кармін), щоб створити червоний колір на губах. Жінки стародавньої цивілізації долини Інду використовували як помаду прямокутні шматки охри зі скошеними кінцями. Стародавні єгиптяни носили помаду, щоб показати соціальний статус, а не стать. Вони витягли червоний барвник фукус-альгін, 0,01% йоду і трохи брому-маніту, але цей барвник спричинив серйозне захворювання. Помади з мерехтливими ефектами спочатку були виготовлені з використанням перламутрової речовини, що міститься в лусці риби.
Китайці зробили одні з перших помад, які були виготовлені з бджолиного воску понад 1000 років тому для захисту ніжної шкіри губ. За часів династії Тан (618—907 рр. н. е.) до них додавали ароматні олії, що надавало роту привабливий ефект.
В Австралії дівчата-аборигени фарбували рот охрою в червоний колір для ритуалів статевого дозрівання.

### Велика Британія
Фарбування губ почало набувати деякої популярності в Англії 16-го століття. За часів королеви Єлизавети I увійшли в моду яскраво-червоні губи та суворе біле обличчя. У той час помаду виготовляли із суміші бджолиного воску та червоних плям від рослин. Лише жінки вищого класу та актори-чоловіки носили макіяж.
Протягом більшої частини 19 століття очевидне використання косметики не вважалося прийнятним у Британії для респектабельних жінок, і це було пов’язано з маргіналізованими групами, такими як актори та повії. Вважалося нахабним і неохайним макіяжем. У 1850-х роках були опубліковані звіти, які попереджували жінок про небезпеку використання свинцю та кіноварі в косметиці, нанесеній на обличчя. До кінця 19 століття французька косметична компанія Guerlain почала виробляти помаду. Перша комерційна помада була винайдена в 1884 році парфумерами з Парижа, Франція. Він був покритий шовковим папером і зроблений з оленячого жиру, касторової олії та бджолиного воску. До цього помаду створювали вдома. Повне визнання неприхованого використання косметики в Англії, здається, прийшло до модних лондонців принаймні до 1921 року.

### США
У 19 столітті помаду фарбували карміновим барвником. Карміновий барвник був видобутий з кошеніль, лускових комах, родом з Мексики та Центральної Америки, які живуть на кактусах. Комахи кошеніль виробляють кармінову кислоту, щоб запобігти хижацтві інших комах. Кармінову кислоту, яка становить від 17% до 24% ваги висушених комах, можна витягти з тіла комахи та яєць. Змішаний з солями алюмінію або кальцію, він утворює карміновий барвник (також відомий як кошеніль).
Ця помада прийшла не в тюбику; його наносили пензлем. Карміновий барвник був дорогим, а вигляд помади кармінового кольору вважався неприродним і театральним, тому губну помаду не сприймали для повсякденного носіння. Лише актори й актриси могли обійтися без помади. У 1880 році небагато театральних актрис носили помаду на публіці. Відома актриса Сара Бернхар почала носити губну помаду та рум’яні на публіці. До кінця 19 століття жінки наносили макіяж лише вдома. Бернхар часто наносила на губи кармінову фарбу на публіці.
На початку 1890-х років кармін змішували з олією та восковою основою. Суміш давала природний вигляд і була більш прийнятною серед жінок. У той час помада не продавалась у закрученому металевому тюбику; його продавали в паперових тубах, тонованих паперах або в маленьких горщиках. Каталог Sears Roebuck вперше запропонував рум’яни для губ і щік наприкінці 1890-х років.
До 1912 року модні американські жінки почали вважати помаду прийнятною, хоча стаття в New York Times рекомендувала наносити її обережно.
До 1915 року помаду продавали в металевих циліндрових контейнерах, які винайшов Моріс Леві. Жінкам доводилося ковзати крихітним важелем збоку тюбика краєм нігтя, щоб перемістити помаду до верхньої частини футляра, хоча помади в металевих контейнерах Push-up були доступні в Європі з 1911 року. У 1923 році Джеймс Брюс Мейсон молодший запатентував першу поворотну трубку в Нешвіллі, штат Теннессі. Оскільки жінки почали носити помаду для фотографій, фотографія зробила помаду прийнятною серед жінок. Елізабет Арден і Есті Лаудер почали продавати помаду у своїх салонах.
Під час Другої світової війни металеві тюбики від помади були замінені пластиковими та паперовими. У той час губної помади було мало, оскільки деякі з основних інгредієнтів помади, нафти та касторової олії, були недоступні. Друга світова війна дозволила жінкам працювати в інженерних і наукових дослідженнях, а наприкінці 1940-х Хейзел Бішоп, хімік-органік з Нью-Йорка та Нью-Джерсі, створила першу довготривалу помаду під назвою помада No-Smear. За допомогою Реймонда Спектера, рекламодавця, бізнес помад Bishop процвітав.

Інша форма фарбування губ, напівпостійна рідка формула без воску, була винайдена в 1990-х роках компанією Lip-Ink International. Інші компанії імітували цю ідею, випускаючи власні версії довготривалого «фарби для губ» або «рідкого кольору для губ».

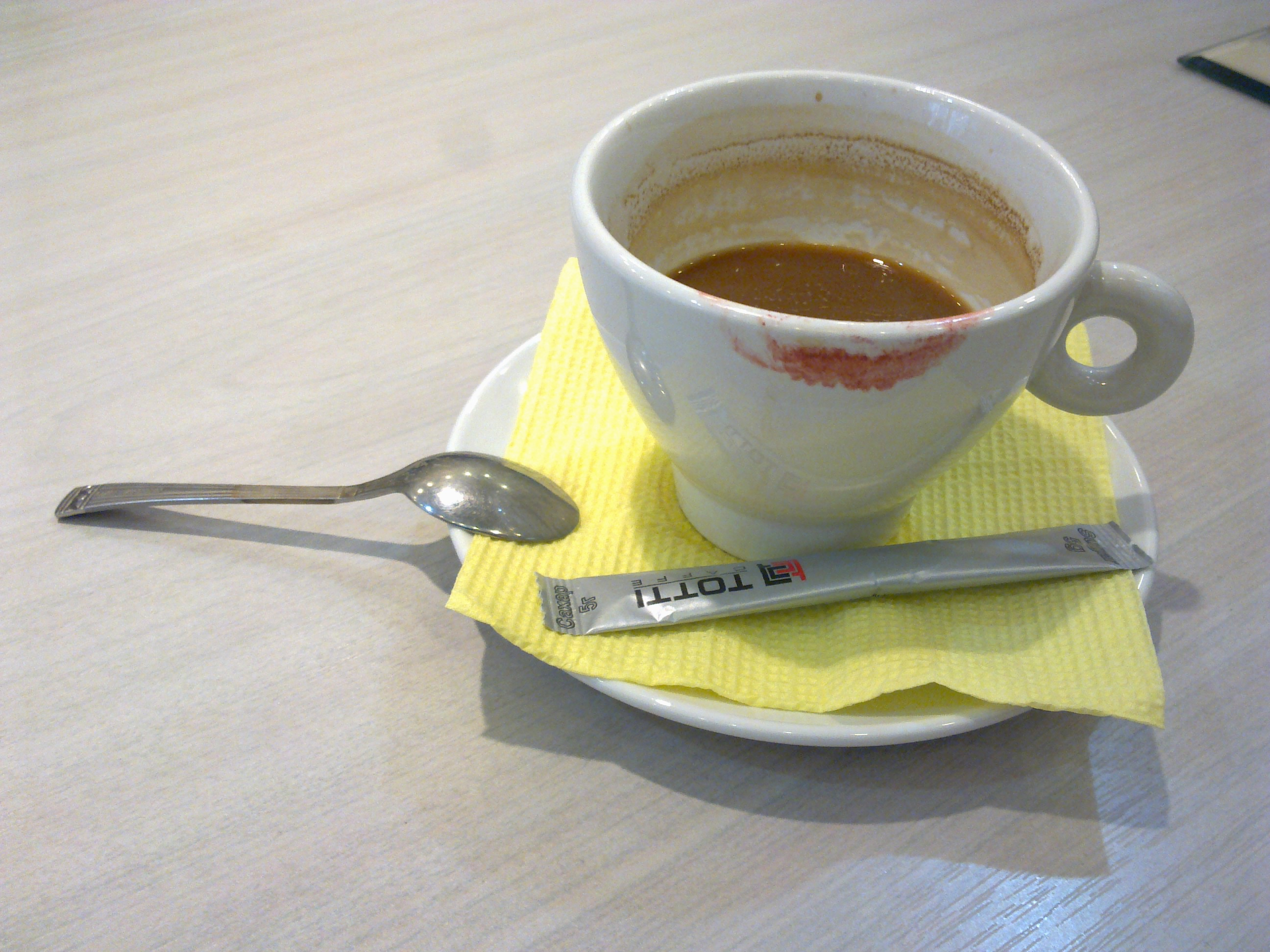
Слід на філіжанці від помади.